# منطقة الرستن
منطقة الرستن منطقة سورية إدارية تتبع محافظة حمص ومركزها مدينة الرستن، بلغ تعداد سكان المنطقة 128,055 نسمة حسب التعداد السكاني لعام 2004.

## نواحي منطقة الرستن
- ناحية مركز الرستن
- ناحية تلبيسة